# Albert Dresden Vandam
 (août 2020).
Albert Dresden Vandam, né en mars 1843 à Amsterdam et mort le 25 octobre 1903, est un journaliste et écrivain anglais. 

## Biographie
Né en mars 1843, probablement à Amsterdam, est le fils de Mark Vandam, d'origine juive, commissaire de district à la loterie nationale des Pays-Bas. Avant l'âge de 13 ans, il est envoyé à Paris, où il reçoit une éducation privée, et y reste 15 ans. Selon son propre récit, sa jeunesse se déroule parmi les personnalités françaises et que, en même temps, il fait la connaissance du monde théâtral et bohème de la capitale française. 
Vandam commence sa carrière de journaliste pendant la guerre austro-prussienne de 1866, écrivant pour des journaux anglais, et il est correspondant pour des journaux américains pendant la guerre franco-allemande de 1870. S'installant à Londres en 1871, il se consacre à la traduction de l'œuvre littéraire française et néerlandaise, entre autres, et se rend occasionnellement à l'étranger pour des missions spéciales pour des journaux. De 1882 à 1887, Vandam est de nouveau à Paris en tant que correspondant du Globe, puis s'installe à nouveau à Londres. 
Vandam épouse Maria, fille de Lewin Moseley, un dentiste londonien. 
Il meurt le 25 octobre 1903 à Londres.

## Publications
Dans son ouvrage, An Englishman in Paris de, publié anonymement en 1892 en deux volumes, Vandam recueille les potins de la cour de Louis-Philippe et du Second Empire. Il traduit pour la première fois en anglais, sous le titre Social Germany in Luther's Time, l'autobiographie du notaire poméranien du XVIe siècle, Bartholomäus Sastrow, qu'il publie en 1902, avec une introduction d'Herbert Albert Laurens Fisher. 
Il  écrit d'autres ouvrages sur la vie et l'histoire françaises, notamment : 
- My Paris Note-Book (1894);
- French Men and French Manners (1895);
- Undercurrents of the Second Empire (1897); et
- Men and Manners of the Second Empire (1904).
- L'Amours of Great Men (2 vol.), 1878.
- We Two at Monte Carlo, 1890, un roman.
- Masterpieces of Crime, 1892.
- The Mystery of the Patrician Club, 1894.
- A Court Tragedy, 1900.